# Lamenia tamagawana
Lamenia tamagawana är en insektsart som beskrevs av Matsumura 1914. Lamenia tamagawana ingår i släktet Lamenia och familjen Derbidae. Inga underarter finns listade i Catalogue of Life.